# Korona Rzeszy

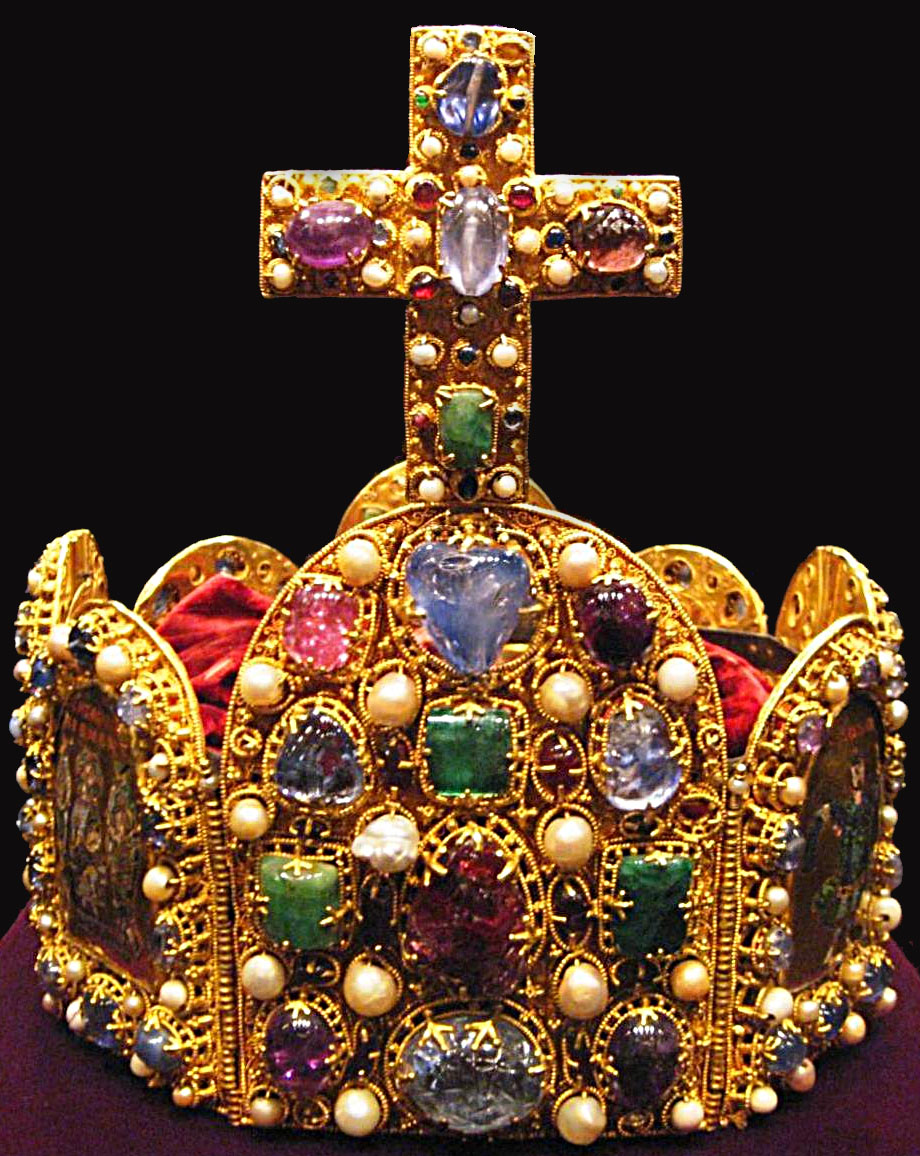
Korona Rzeszy

Korona Rzeszy, korona Cesarstwa Rzymskiego (niem. Reichskrone) – insygnium Świętego Cesarstwa Rzymskiego. Przechowywana w skarbcu cesarskim (Kaiserliche Schatzkammer) w Wiedniu.

## Dzieje
Początkowe dzieje korony, podobnie jak i innych cesarskich insygniów koronacyjnych, nie są w pełni wyjaśnione. Nie ma nawet pewności, który cesarz ją zamówił. Wykonanie dzieła wiąże się z Ottonem I Wielkim (962-973) oraz z Konradem II (1027–1039), na tego drugiego wskazuje znajdujący się na kabłąku napis Chuonradus Dei Gratia (Konrad z Bożej łaski). 
Pierwszą pisaną wzmianką o koronie jest zapis Walthera von der Vogelweide dotyczący koronacji Filipa Szwabskiego. Ceremonia odbyła się dnia 8 września 1198 w Moguncji. Koronacji dokonał arcybiskup burgundzki, Aimon von Tarentaise. 
Od wydania w 1356 przez Karola IV Złotej Bulli miejscem wyboru cesarza był Frankfurt nad Menem. Natomiast od czasu koronacji Maksymiliana II w 1562, do 1792 miejscem koronacji cesarzy była frankfurcka katedra Św. Bartłomieja, a insygnia przechowywano w zamku cesarskim w Norymberdze (1424–1796). W 1796 ostatni władca, który był koronowany we Frankfurcie, Franciszek II Habsburg przeniósł insygnia do stolicy monarchii habsburskiej – Wiednia. W okresie III Rzeszy regalia powróciły do Norymbergi. 
Obecnie korona wraz z innymi regaliami cesarskimi znajdują się w Schatzkammer, części Hofburga w Wiedniu – oficjalnie aż do „koronacji kolejnego cesarza narodu niemieckiego”.
Oprócz oryginału znane są również późniejsze repliki. Jedna znajduje się w mieście, gdzie koronowano cesarzy, w Akwizgranie (Aix-la-Chapelle), w sali koronacyjnej (Krönungssaal) pałacu Karola Wielkiego, który pełni obecnie funkcję ratusza. Inne repliki znajdują się w Muzeum Miejskim we Frankfurcie, oraz w zamku cesarskim w Trifels. Niegdyś twierdza ta przechowywała oryginalne insygnia koronacyjne.

## Wygląd
Korona cesarska wykonana jest ze szczerego złota, ozdobiona licznymi kamieniami szlachetnymi, perłami oraz emaliowanymi przedstawieniami figuralnymi. Składa się z ośmiu złączonych złotych blach w kształcie prostokąta zakończonego półkoliście, z których jedna, frontalna jest zdobiona bogato zdobionym krzyżem, oraz jednego kabłąka ułożonego w kształcie grzebienia z mniejszych blach bogato wysadzanego perłami. Od strony treściowej podkreśla sakralny aspekt cesarza, zawiera w sobie symbolikę nawiązującą do Starego i Nowego Testamentu. Jej oktagonalny kształt zdaje się być aluzją do Niebiańskiego Jeruzalem. Na czterech bokach zwanych Bildplatten znajdują się wykonane z emalii komórkowej przedstawienia figuralne postaci biblijnych takich jak:
- Król Dawid
- Król Salomon
- Król Ezechiasz wraz z prorokiem Izajaszem.
- Jezus Chrystus w asyście dwóch aniołów, jako Władca nad władcami

Natomiast boki frontalny z krzyżem, tylny oraz dwa boczne (zwane Steinplatten) są w całości wypełnione ułożonymi w kształcie krzyża kamieniami szlachetnymi i perłami. 
Na obydwóch stronach kabłąka znajduje się ułożony z pereł napis Chuonradus Dei Gratia – Konrad z Bożej łaski (po lewej stronie) Romanoru(m) Imperator Aug(ustus) – Cesarz Rzymski, August (po prawej stronie).

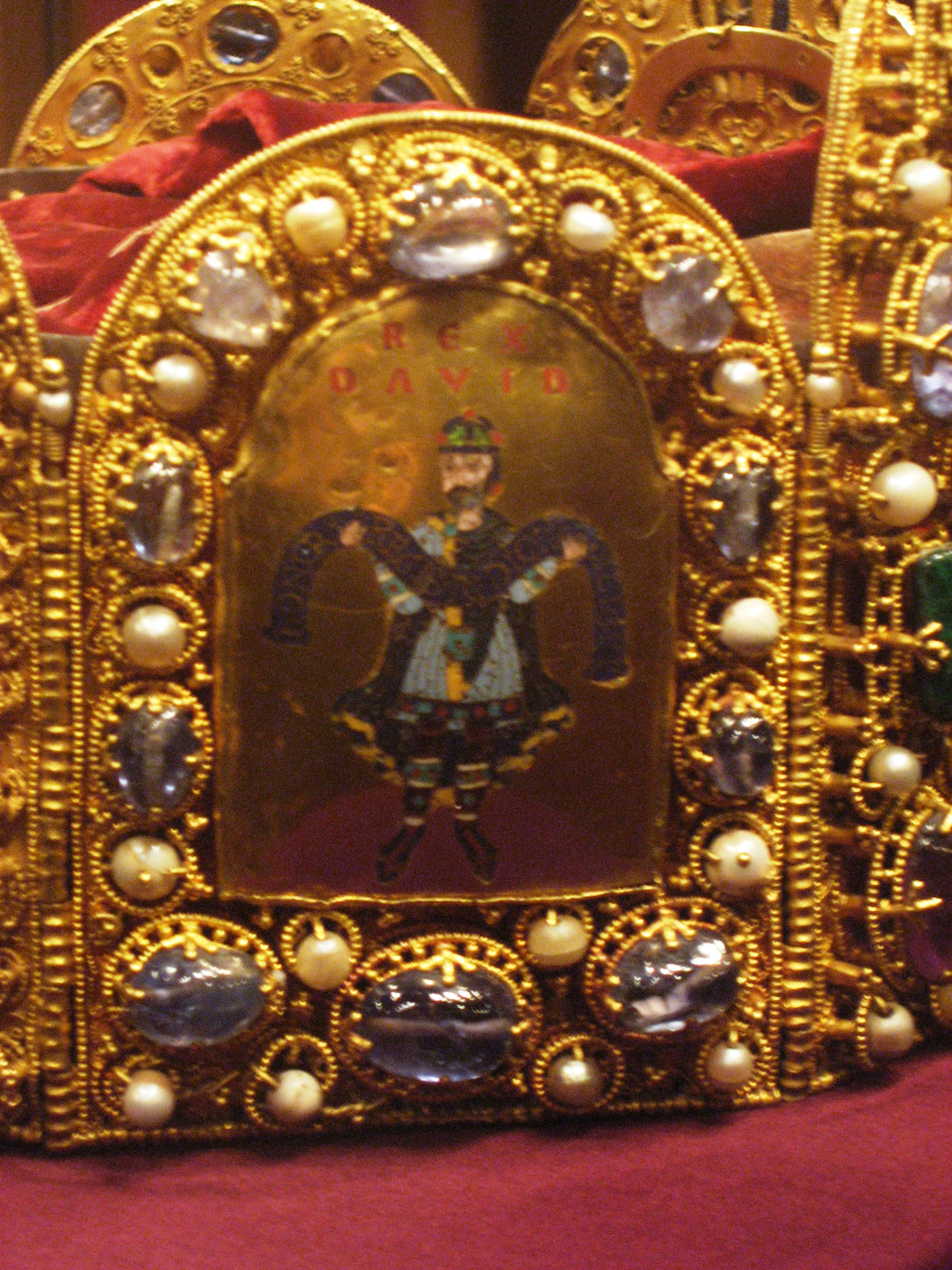
Król Dawid (Rex David)
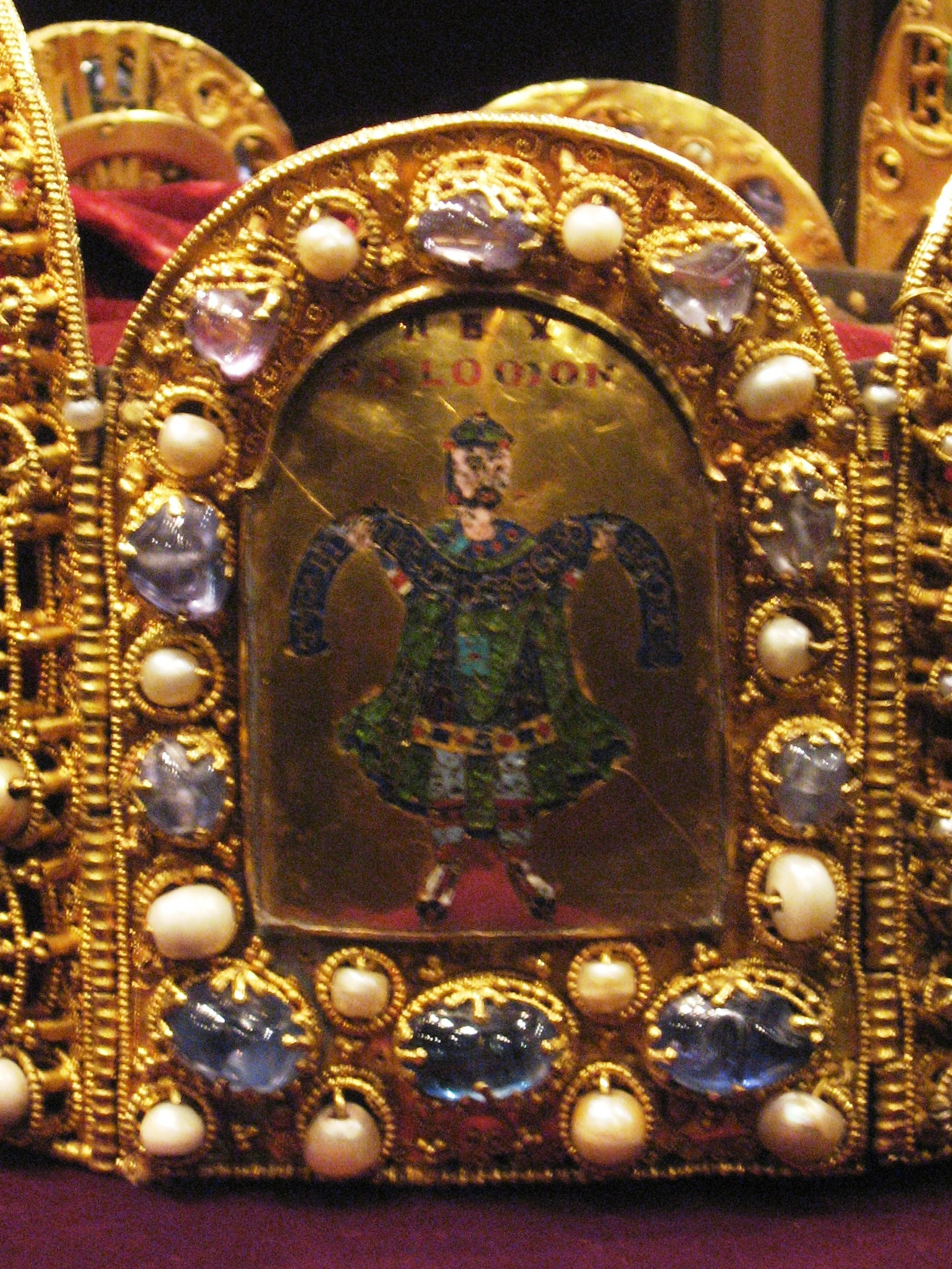
Król Salomon (Rex Salomon)
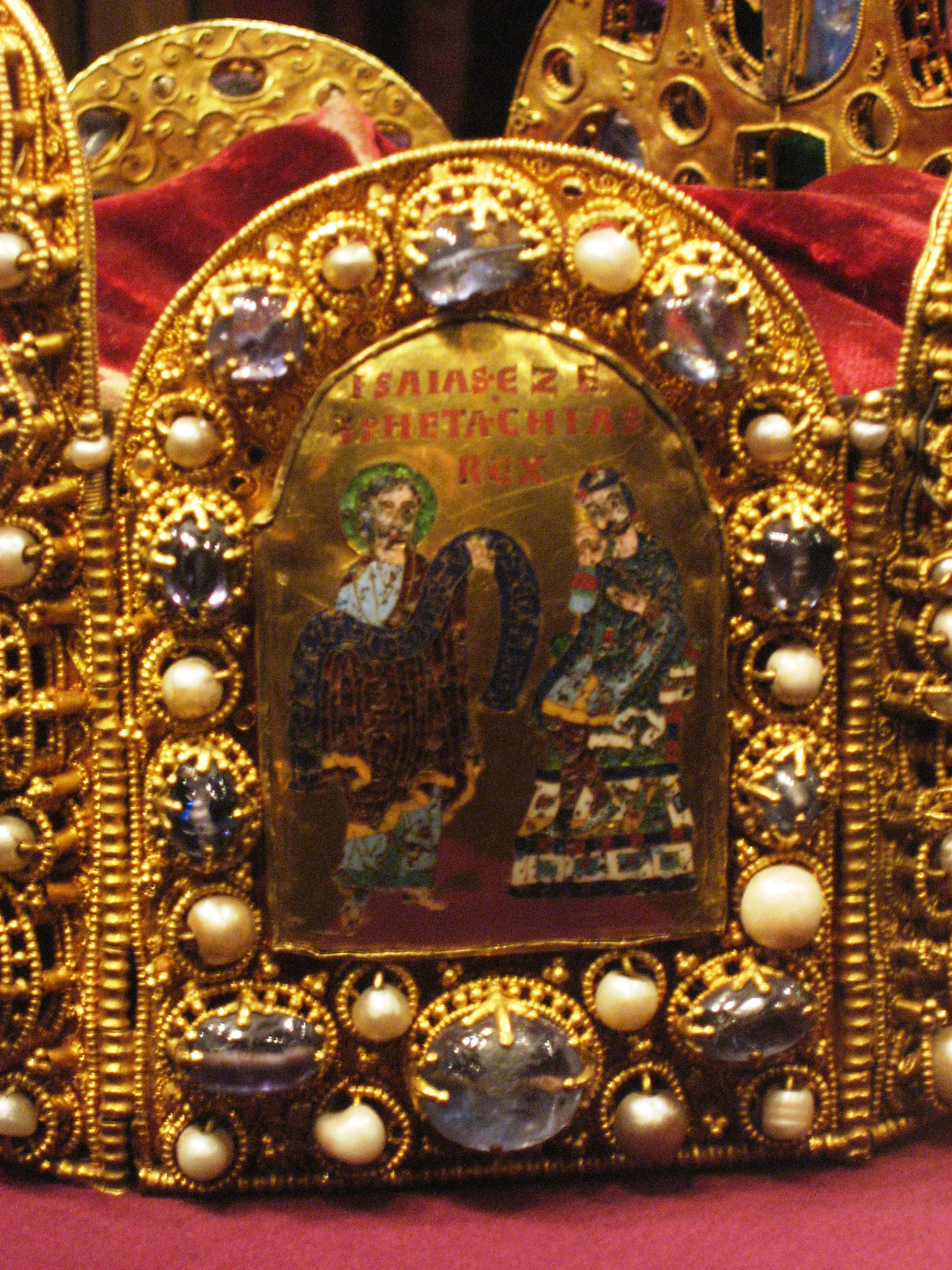
Ezechiasz z Izajaszem (Isaiasez e Ephetachiae Rex)
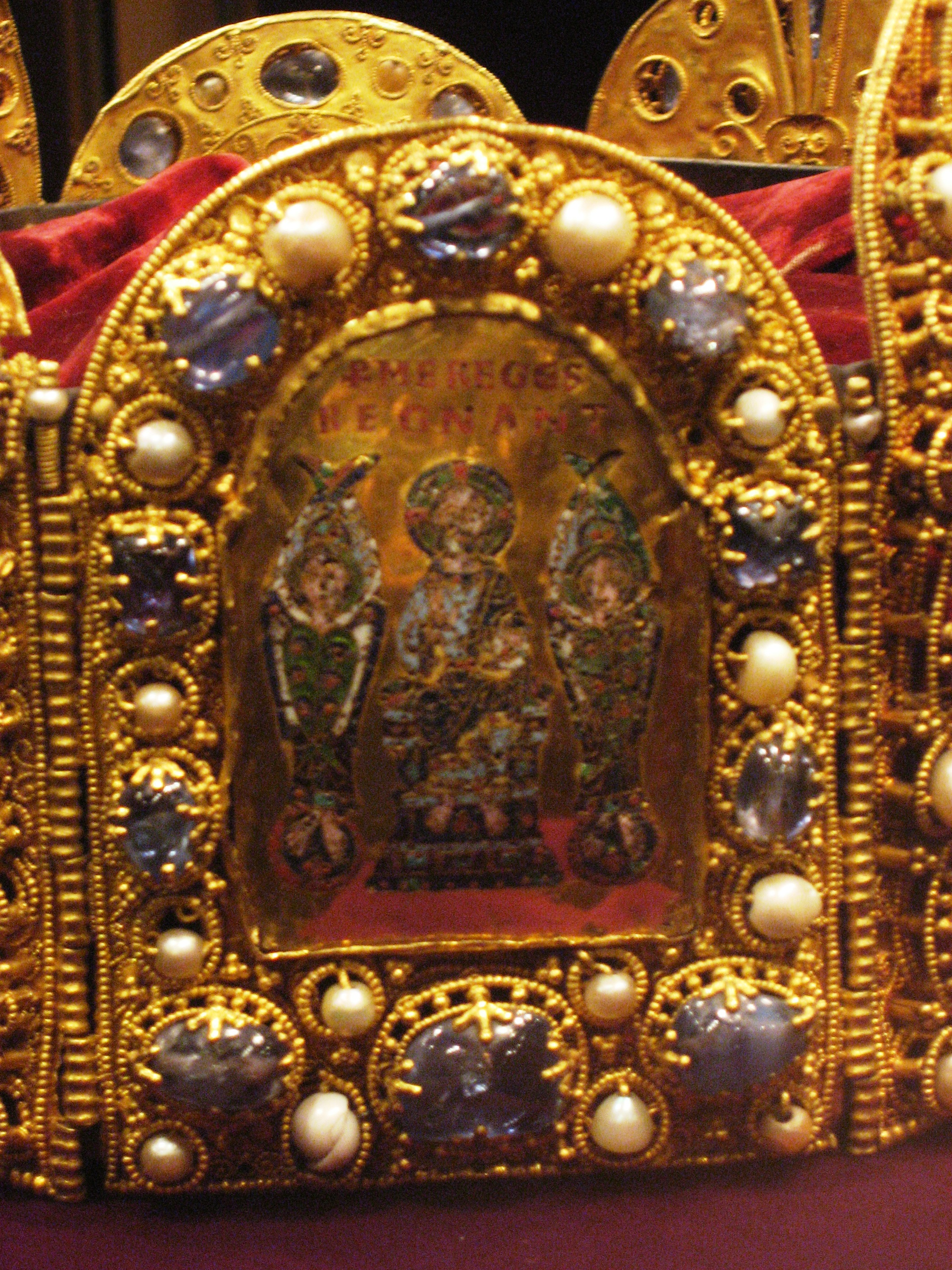
Jezus Chrystus ((per) Me Reges Regnant)
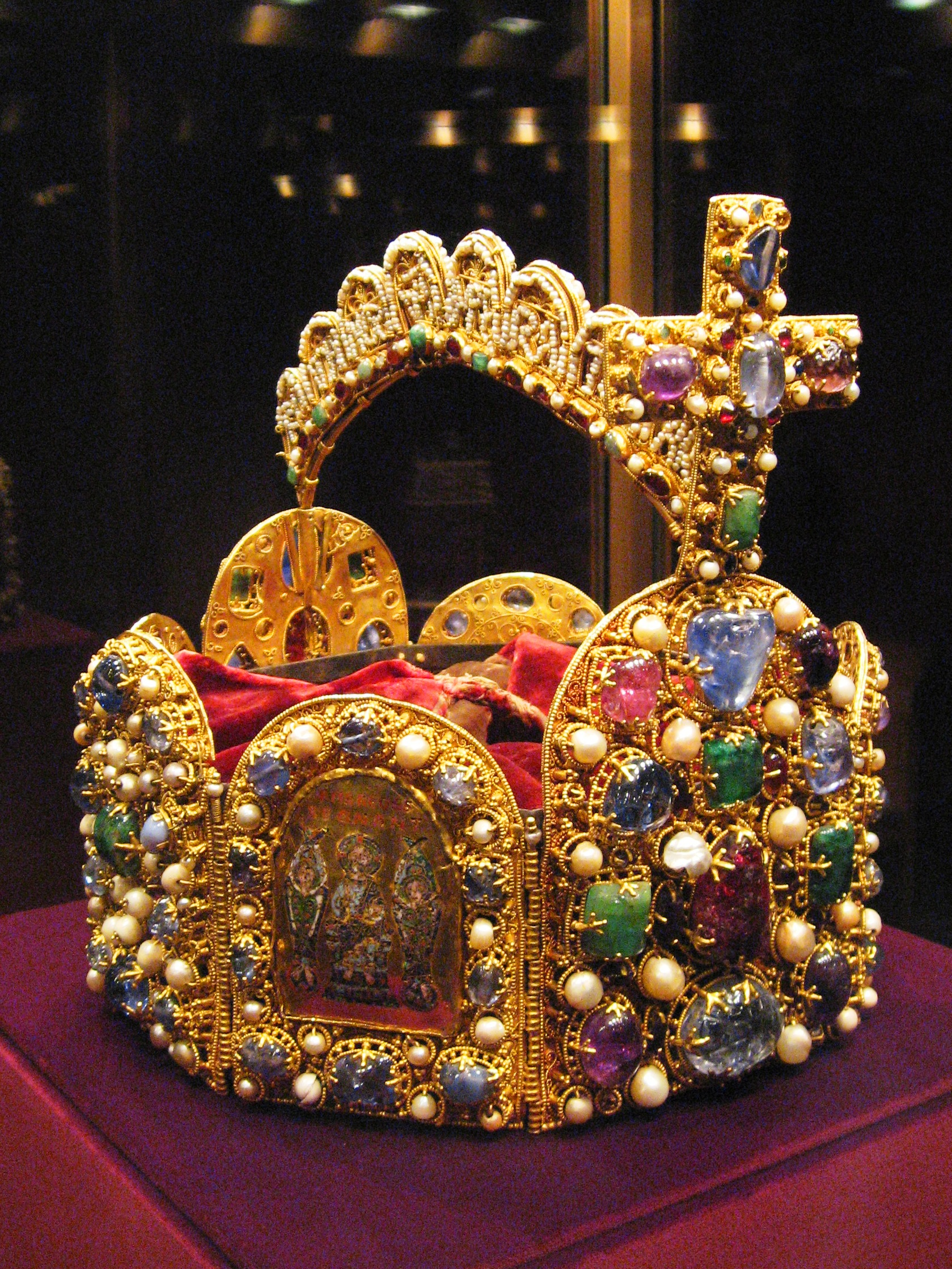
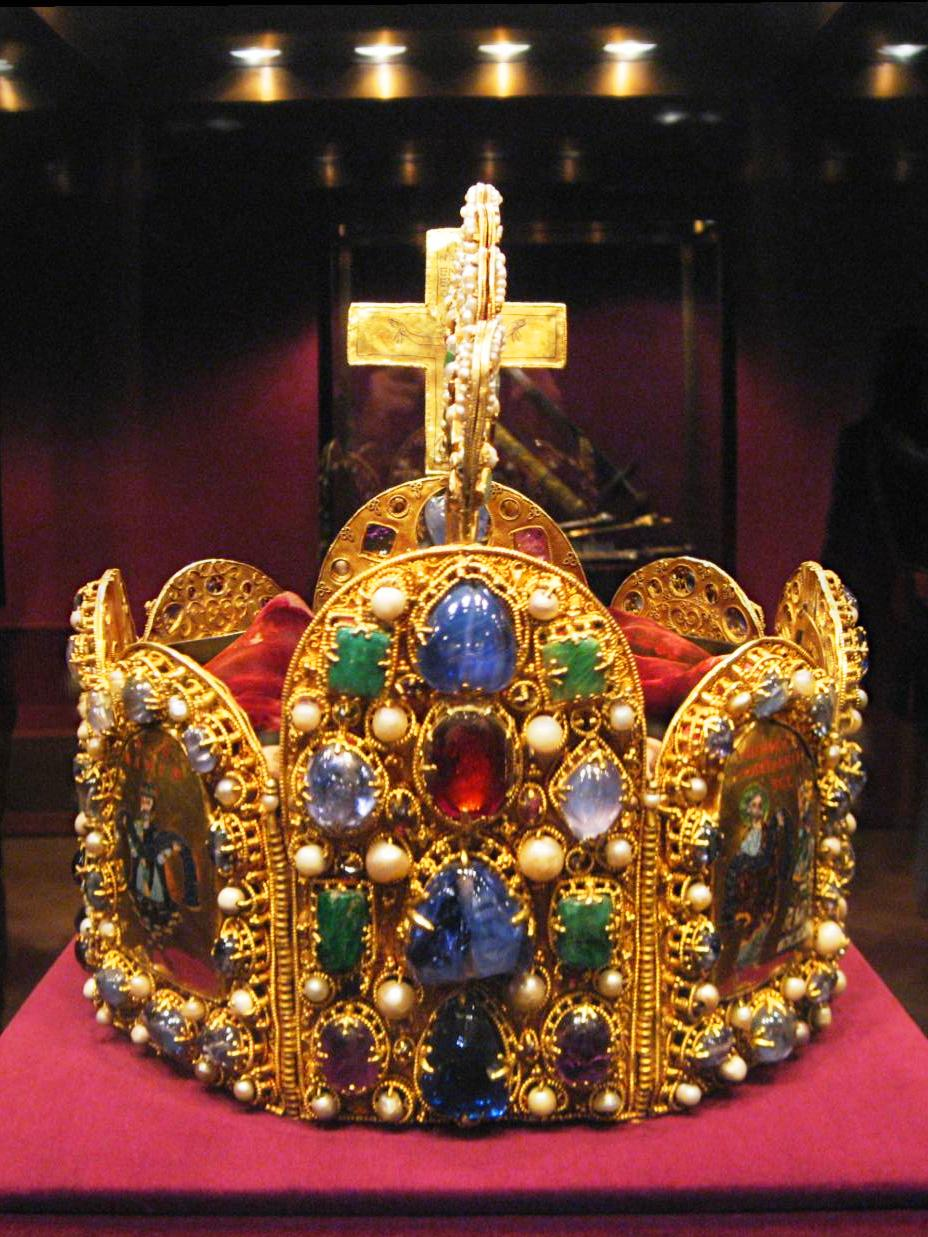
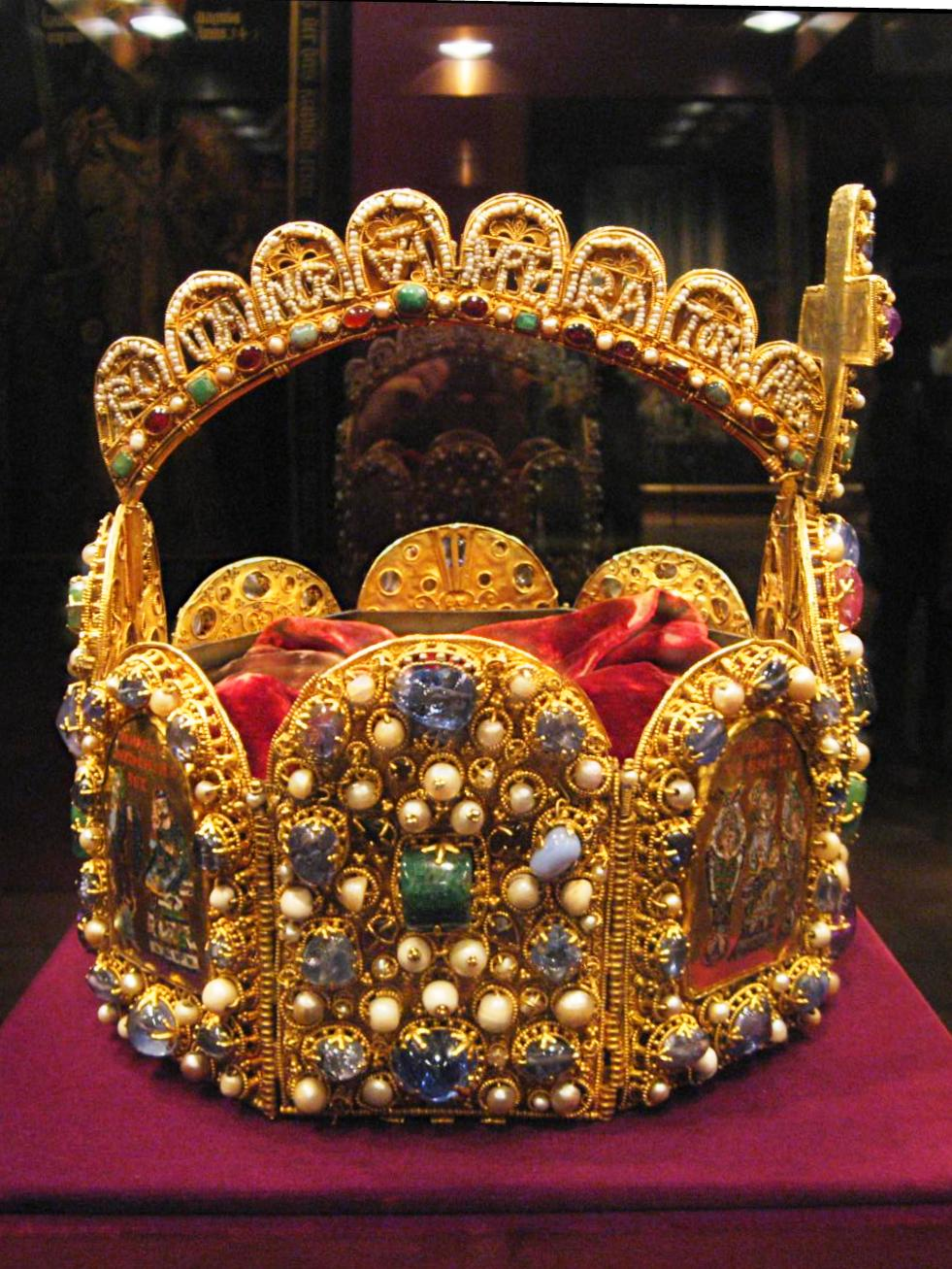
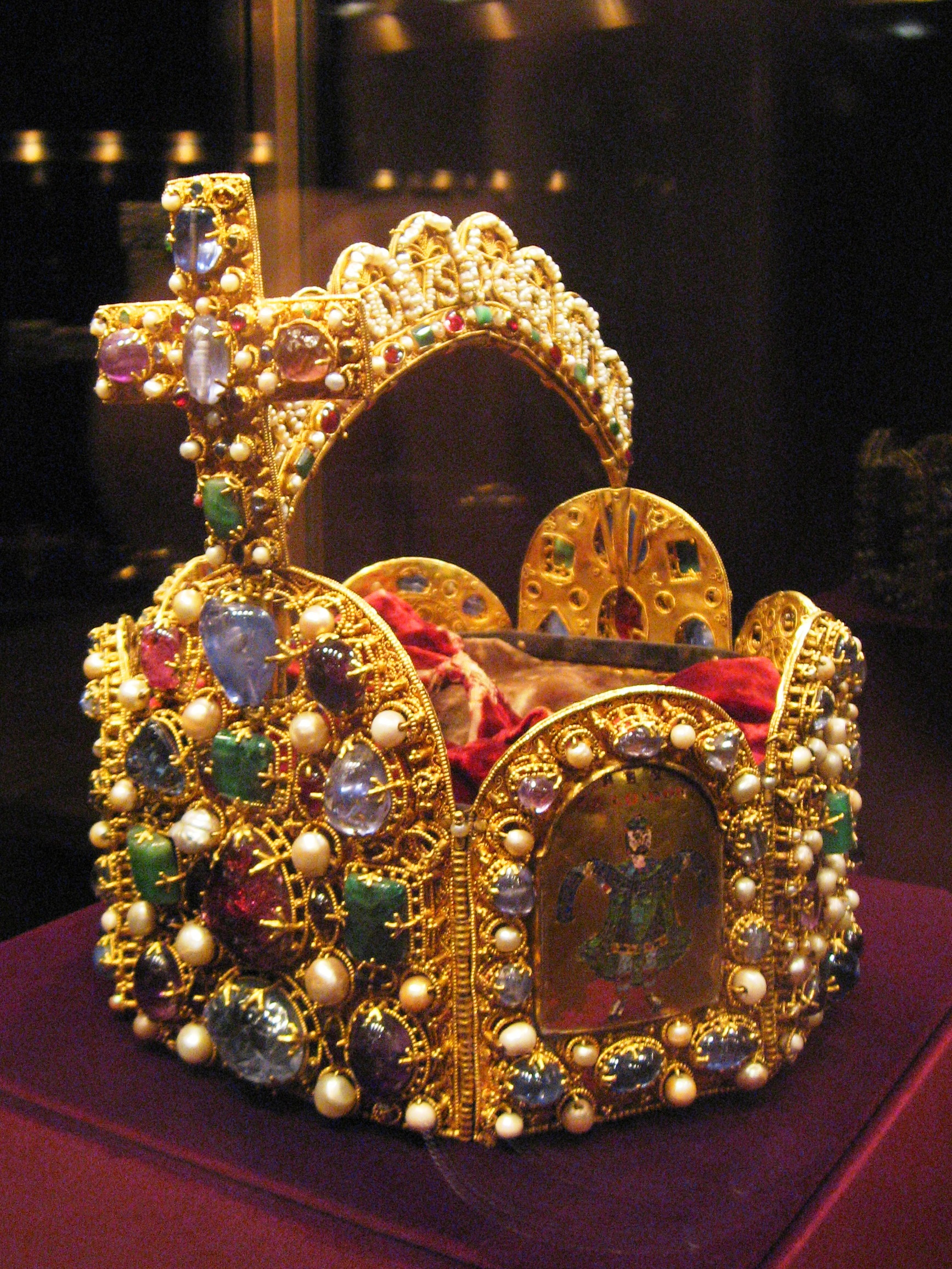

## Analiza
Ukazanie postaci biblijnych na koronie cesarskiej ma swoją symboliczną wymowę. Król Dawid symbolizuje sprawiedliwość, zaś Salomon mądrość. Scena Izajasza z Ezechiaszem oznacza, że długie życie bogobojnego władcy warunkuje szczęśliwe oraz korzystne dla państwa i obywateli rządy. Natomiast obecność wizerunku Jezusa oraz symboliki chrystologicznej na koronie cesarskiej oznacza, że królowie panowali w Jego imieniu. W przedstawieniach tych należy więc upatrywać chrześcijańskiej podstawy sprawiedliwych rządów. 
Od strony stylistycznej korona zdradza cechy charakterystyczne zarówno dla sztuki bizantyjskiej, sztuki ottońskiej, jak i sztuki romańskiej. Jeśli chodzi o cechy charakterystyczne dla sztuki bizantyńskiej, ich recepcja jest dostrzegalna głównie w formie przedstawień figuralnych. Oktogonalny kształt korony oraz kształt plakietek przypominający arkadę mogą sugerować oddziaływanie sztuki karolińskiej – być może jest to aluzja do kaplicy cesarskiej w Akwizgranie stanowiącej dziś część katedry, jej forma i treści ideowe miały niemały wpływ na dzieła sztuki doby Ottonów i okresu romańskiego. Ta heterogeniczność stylowa bardzo komplikuje rozwiązanie kwestii miejsca powstania korony. Nie jest pewne, czy to były takie ośrodki sztuki ottońskiej jak Essen, Kolonia, wyspa Reichenau (gdzie znajdowała się kancelaria cesarza oraz warsztaty złotnicze i malarstwa miniaturowego), czy inne ośrodki artystyczne takie jak Burgundia, Lotaryngia bądź Sycylia, gdzie formy bizantyńskie znacznie ukształtowały dzieła złotnicze. Nie wykluczone jest powstanie dzieła w stolicy Bizancjum – Konstantynopolu.
Korona Świętego Cesarstwa Narodu Niemieckiego, podobnie jak inne cesarskie insygnia, tj. berło, jabłko królewskie, miecz, krzyż cesarski czy włócznia św. Maurycego już od późnego średniowiecza znajdowały swoje miejsce w sztukach plastycznych. Obecność insygniów w Norymberdze stała się inspiracją słynnego wizerunku cesarza Karola Wielkiego pędzla Albrechta Dürera. W późniejszych dziejach motyw korony cesarskiej był bardziej powszechny w malarstwie, ale również w innych sztukach plastycznych. Z rzeźby można wymienić przykład ze sztuki barokowej, nagrobek cesarza Karola VI Habsburga znajdujący się w Krypcie Cesarzy w kościele Kapucynów w Wiedniu, nacechowany wanitatywnym charakterem, typowym dla nurtu potrydenckiego w rzeźbie barokowej Europy środkowej. W XIX wieku, zwłaszcza w okresie romantyzmu często nawiązywano w niemieckiej sztuce do średniowiecznych dziejów Rzeszy. Jeden z nazareńczyków, Philipp Veit, w jednym ze swoich dzieł – "Alegoria Rzeszy Niemieckiej" namalował postać cesarza w pełnym splendoru stroju dworskim, obok niego spoczywa korona cesarska. Także korona cesarzy II Rzeszy w swojej formie nawiązywała do romańskiej korony.

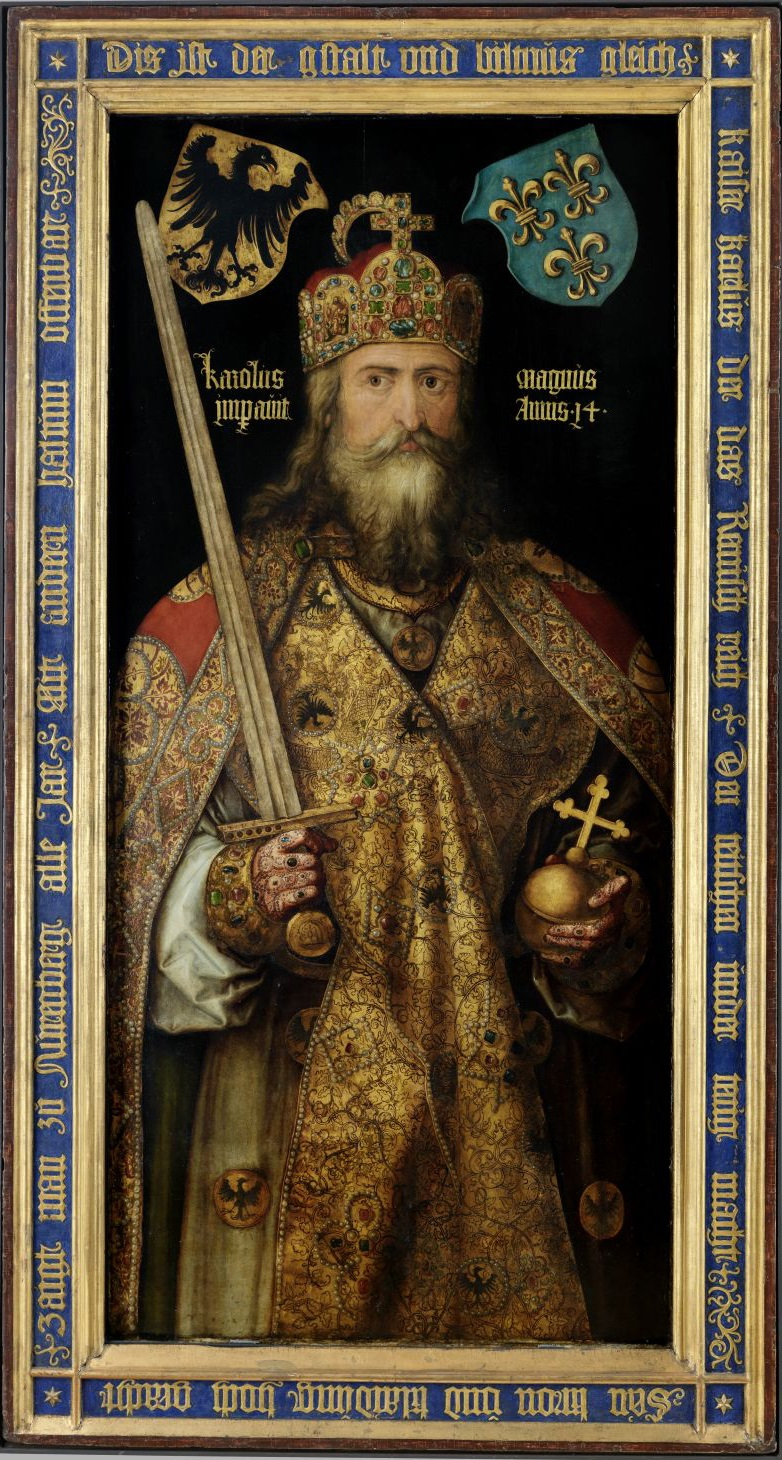
Albrecht Dürer – Portret Karola Wielkiego w stroju koronacyjnym (Norymberga, Germanisches Nationalmuseum)
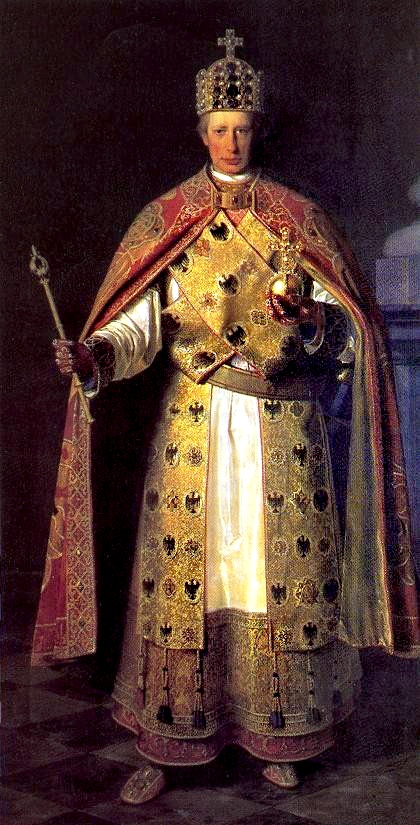
Portret Franciszka II
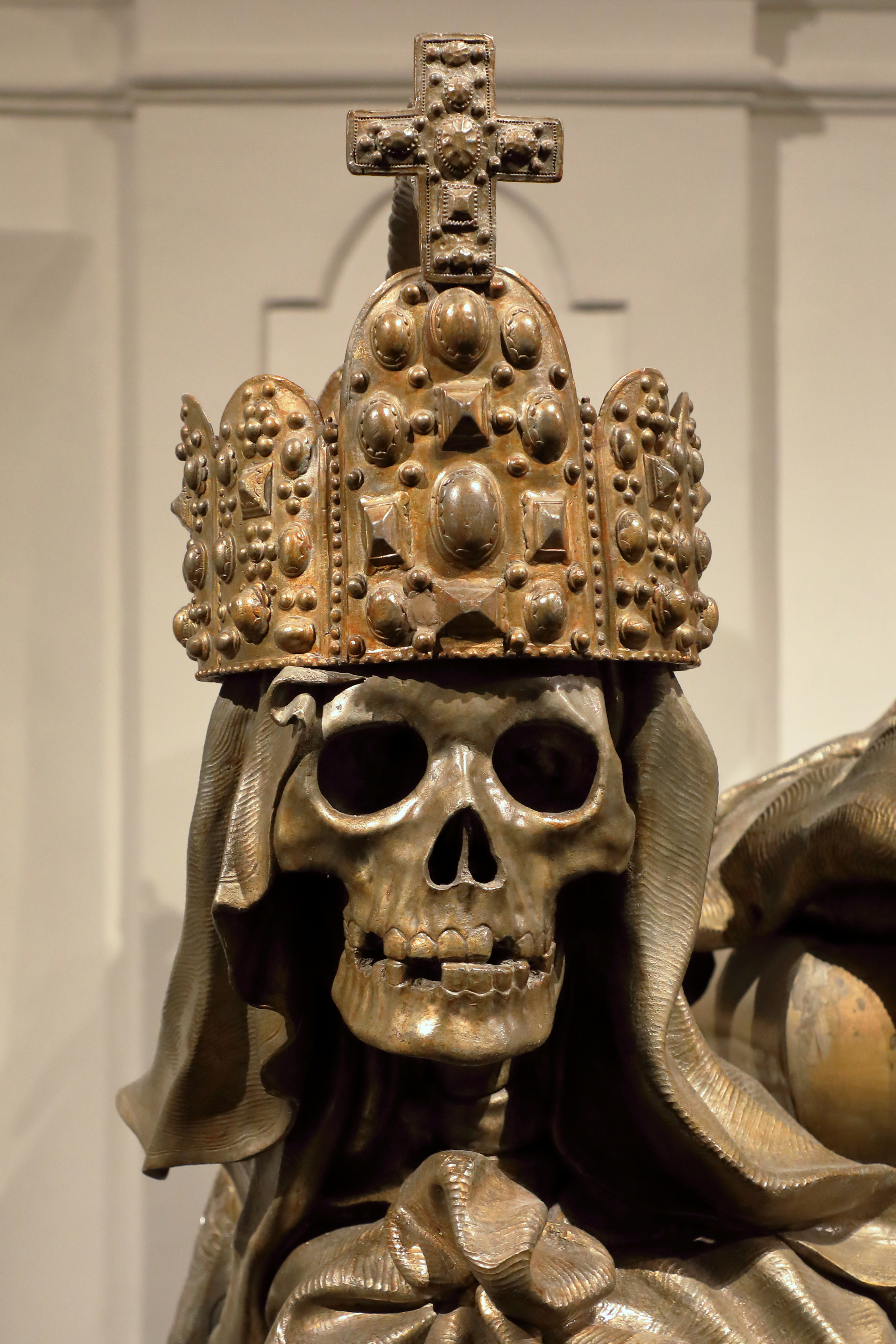
Fragment nagrobka Karola VI (Kościół Kapucynów w Wiedniu)
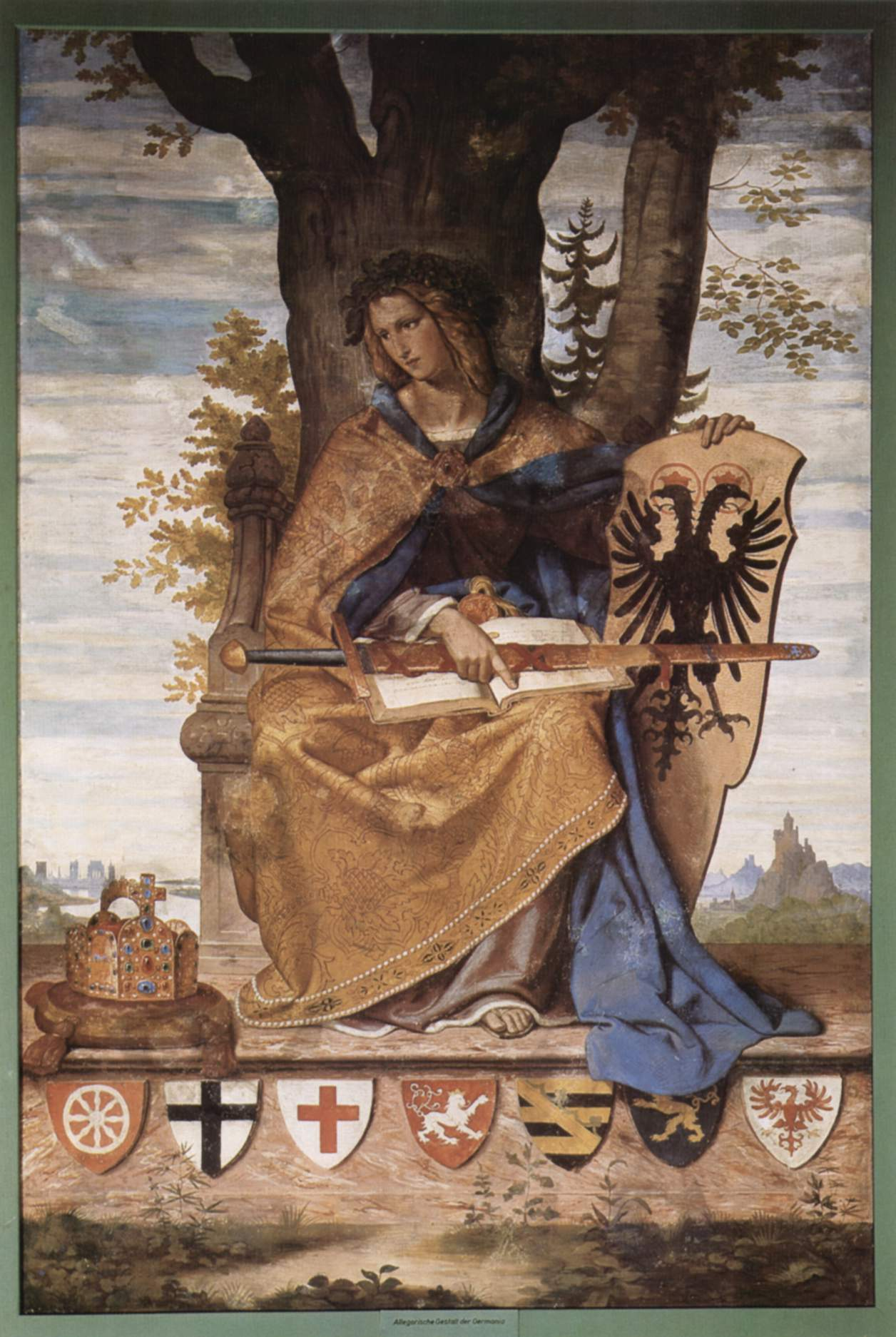
Philipp Veit – Alegoria Rzeszy Niemieckiej (Frankfurt, Städelsches Kunstinstitut)

## Literatura
- Fillitz, Hermann: Die Schatzkammer in Wien: Symbole abendländischen Kaisertums. Vienna, 1986.
- Fillitz, Hermann: Die Insignien und Kleinodien des Heiligen Römischen Reiches, 1954.
- Willibald Sauerländer: Rzeźba średniowieczna, Warszawa 1978